# Yassa

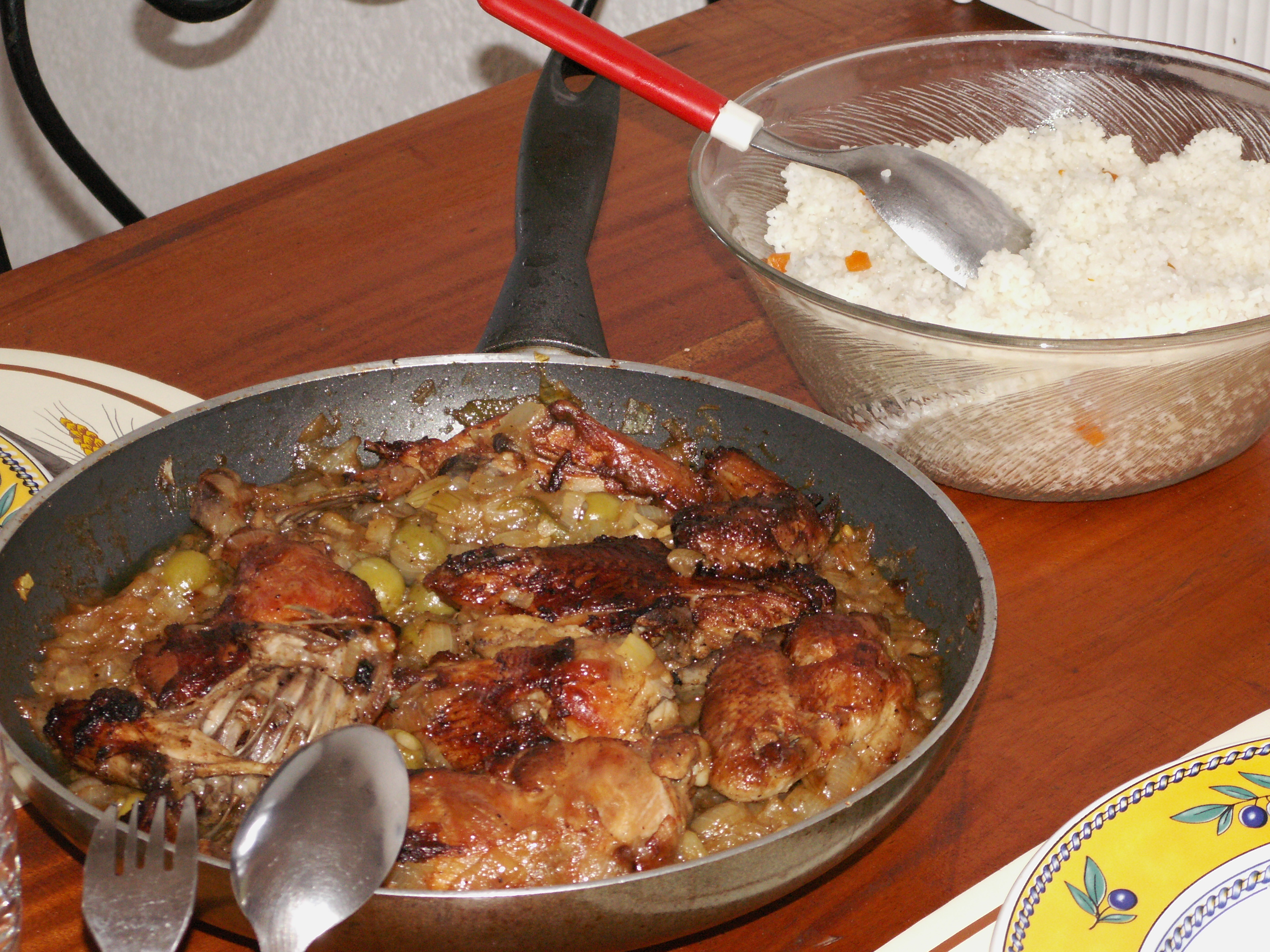
Chicken Yassa

Mit Yassa bezeichnet man in der senegalesischen Küche ein scharfes, mariniertes Gericht, das meistens mit Geflügel zubereitet wird, seltener mit Rindfleisch oder Fisch. In der Regel wird es mit Reis serviert. In den Sud, der mit Zitronensaft gesäuert ist, kommen neben den Gewürzen auch zahlreiche Zwiebelscheiben. Es ist eines der bekanntesten Gerichte der Landesküche des westafrikanischen Staates Senegal und wird auch in Mauretanien, Mali, Gambia, Guinea und Elfenbeinküste gegessen.